# ملكة جمال الولايات المتحدة الأمريكية 2020
ملكة جمال الولايات المتحدة الأمريكية 2020 (بالإنجليزية: Miss USA 2020)‏ هي مسابقة ملكة جمال الولايات المتحدة الأمريكية التاسعة والستين في تاريخ مسابقة ملكة جمال الولايات المتحدة الأمريكية منذ انطلاقتها عام 1952، كان مقررًا اقامة المسابقة خلال ربيع عام 2020. لكن ونظرًا لاستمرار جائحة فيروس كورونا في الولايات المتحدة 2020 ، عقدت المسابقة في 9 نوفمبر 2020 في مركز المعارض في غريسلاند في ممفيس، تينيسي. قدم المسابقة أكبر غباجا-بياميلا وألي لافورسي، بالإضافة إلى قدم تشيسلي كريست وكريستيان مورفي كمقدمين خلف الكواليس، في نهاية الحدث توجت آسيا برانش ملكة جمال الولايات المتحدة الأمريكية 2020 من قبل ملكة جمال المنتهية ولايتها تشيسلي كريست من ولاية كارولاينا الشمالية هذا هو أول فوز لولاية ميسيسيبي في مسابقة ملكة جمال الولايات المتحدة الأمريكية، لتكون مرشحة لتمثيل الولايات المتحدة في مسابقة ملكة جمال الكون 2020، وأول امرأة أمريكية من أصول أفريقية حاملة لقب ملكة جمال ميسيسيبي الولايات المتحدة الأمريكية تتوج بمسابقة ملكة جمال الولايات المتحدة الأمريكية.
تم بث المسابقة على قناة أف واي أي ليحل محل قناة فوكس ، التي كان تبث المسابقة منذ عام 2016. تعتبر هذه المسابقة بمثابة العام الأول الذي تم فيه استخدام تاج جديد من صنع صائغ المجوهرات معوض في مسابقة ملكة جمال الولايات المتحدة الأمريكية ، مما أدى فعليًا إلى تقاعد تاج ميكيموتو. هذه السنة الثالثة على التوالي التي أقيمت المسابقة بالتزامن مع مسابقة ملكة جمال مراهقات الولايات المتحدة الأمريكية 2020.

## النتائج

### المراكز النهائية

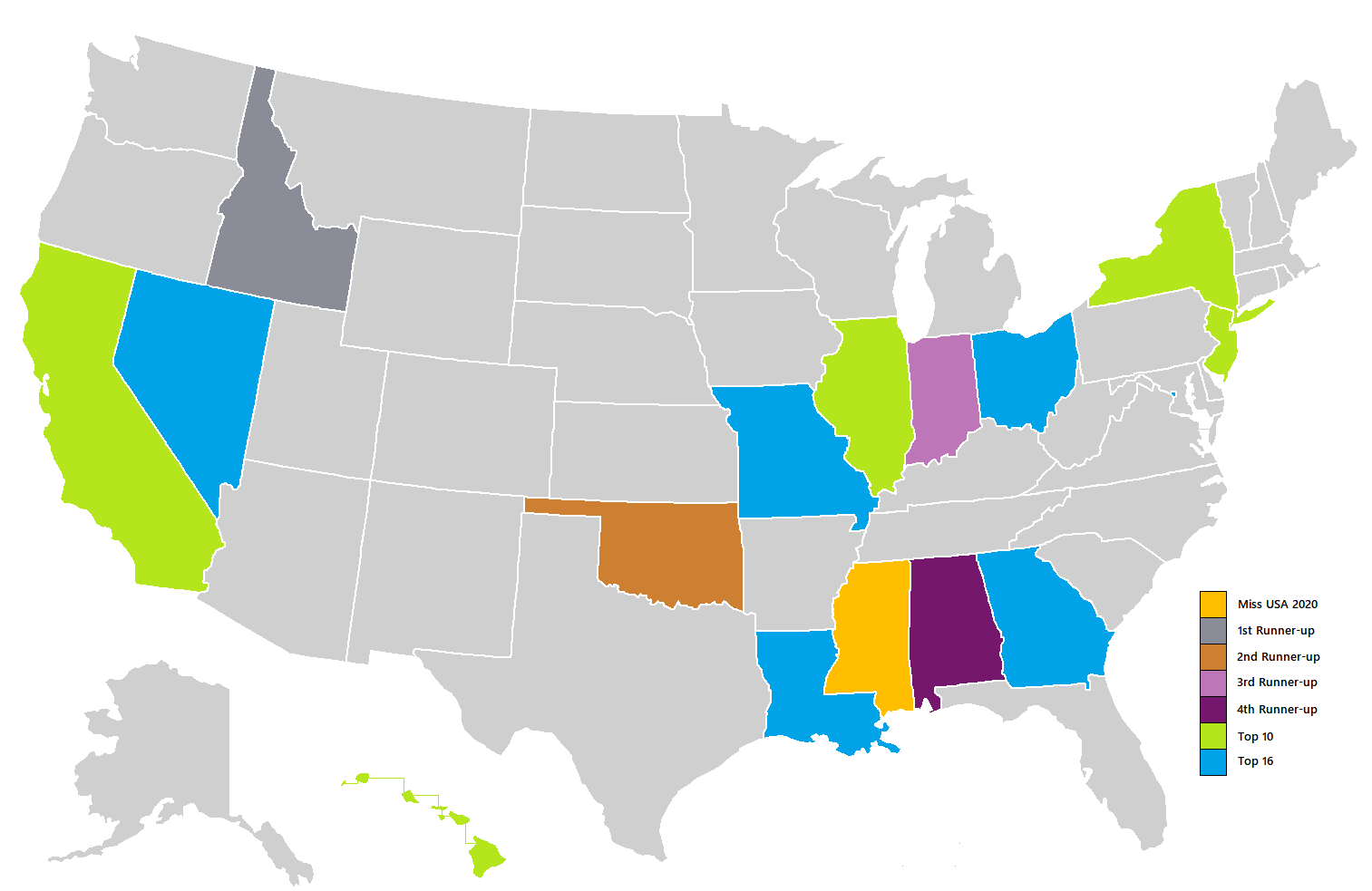
خريطة ولاية ملكة جمال الولايات المتحدة الأمريكية 2020 ، تظهر الألوان مظللة في كل ولاية

| النتائج النهائية                          | المتنافسة |
| ----------------------------------------- | --- |
| ملكة جمال الولايات المتحدة الأمريكية 2020 | - ميسيسيبي - آسيا برانش |
| الوصيفة الأولى                            | - أيداهو - كيم لين |
| الوصيفة الثانية                           | - أوكلاهوما - ماريا جين ديفيس |
| الوصيفة الثالثة                           | - إنديانا - الكسيس ليت |
| الوصيفة الرابعة                           | - ألاباما - كيلي هاتشينسون |
| أفضل 10                                   | - كاليفورنيا - أليشيا غوبتا - هاواي - سامانثا نايلاند - إلينوي - أوليفيا بورا - نيو جيرسي - جينا ميليش - نيويورك - أندريا غيبو                                       |
| أفضل 16                                   | - مقاطعة كولومبيا - سييرا جاكسون - جورجيا - اليسا بيسلي - لويزيانا - ماريا كلايتون - ميزوري - ميغان رينيه كيلي - نيفادا - فيكتوريا أولونا - أوهايو - ستيفاني ميراندا |

## المسابقة
في 30 أغسطس 2020 ، أعلنت غريسلاند في جدولها الزمني أن المسابقة ستقام في 9 نوفمبر في مقرها في ممفيس ، تينيسي. أكد منظمة لاحقًا أن المسابقة ستستضيف في غريسلاند في اليوم التالي ، تعتبر هذه هي المرة الأولى منذ عام 1983 التي تستضيف فيها ولاية تينيسي المسابقة.
يتم اختيار المندوبات من 50 ولاية ومقاطعة كولومبيا في مسابقات الولاية التي بدأت في سبتمبر 2019 وانتهت في فبراير 2020. كانت أول مسابقة ملكة للولاية تكساس ، والتي عقدت في 1 سبتمبر 2019 ، وكانت المسابقة النهائية كنتاكي في 1 فبراير 2020. تسعة من هؤلاء المندوبات فائزات سابقات بمسابقة بملكة جمال مراهقات لولاياتهم بالولايات المتحدة الأمريكية ، ستة منهم فائزات سابقات بملكة جمال أمريكا ، ومندوبة واحدة فائزة سابقة بلقب ملكة جمال مراهقات أمريكا ، وواحدة فائزة سابقة في مسابقة ملكة جمال الأرض الولايات المتحدة الأمريكية التي تنافسات في مسابقة ملكة جمال الأرض 2017 .
تم تعيين متنافسة واحدة كبديلة عن ملكة الأصلية التي كانت غير قادر على المنافسة. استقالت كاتي بوزنر ، ملكة جمال وايومنغ الولايات المتحدة الأمريكية 2020 الأصلية ، قبل ثلاثة أسابيع من مسابقة ملكة جمال الولايات المتحدة الأمريكية 2020 بسبب التزاماتها الأكاديمية في مدرسة البصريات. تم استبدالها بمتسابقة ليكسي ريفيلي ، التي كانت الوصيفة الأولى في مسابقة ملكة جمال وايومنغ الولايات المتحدة الأمريكية 2020.

### اختيار المتسابقات
تم مشاركة 51 مندوبة من الولايات الخمسين ومقاطعة كولومبيا في مسابقة ملكة الولايات في سبتمبر 2019 وينتهي في فبراير 2020.
| الولاية            | اسم المتسابقة      | تاريخ التتويج  | العمر | بلد المنشأ           | المركز                                    | ملاحظات |
| ------------------ | ------------------ | -------------- | ----- | -------------------- | ----------------------------------------- | --- |
| ألاباما            | كيلي هتشينسون      | 05 أكتوبر 2019 | 21    | أوبورن               | الوصيفة الرابعة                           | سابقًا ملكة جمال مراهقات جورجيا المتميزات 2013 |
| ألاسكا             | هانا كارليل        | 02 نوفمبر 2019 | 24    | فيربانكس             |                                           | |
| أريزونا            | يسينيا فيداليس     | 05 يناير 2020  | 23    | فينيكس               |                                           | |
| أركنساس            | هالي بونتيوس       | 17 نوفمبر 2019 | 23    | كونوي                |                                           | |
| كاليفورنيا         | أليشيا غوبتا       | 26 يناير 2020  | 23    | لوس أنجلوس           | أفضل 10                                   | |
| كولورادو           | إميلي ديمور        | 27 أكتوبر 2019 | 21    | بولدر                |                                           | |
| كونيتيكت           | تشيلسي ديمبي       | 30 نوفمبر 2019 | 23    | فارمنغتون            |                                           | |
| ديلاوير            | كاتي غيفارا        | 17 نوفمبر 2019 | 27    | ميلدتاون             |                                           | |
| مقاطعة كولومبيا    | سييرا جاكسون       | 19 يناير 2020  | 27    | واشنطن العاصمة       | أفضل 16                                   | سابقا ملكة جمال مقاطعة كولومبيا 2016 |
| فلوريدا            | مونيك إيفانز       | 19 يناير 2020  | 28    | نيبلز                |                                           | سابقا ملكة جمال تكساس 2014 |
| جورجيا             | اليسا بيسلي        | 23 نوفمبر 2019 | 22    | برونزويك             | أفضل 16                                   | سابقا ملكة جمال جورجيا 2017 |
| هاواي              | سامانثا نايلاند    | 10 نوفمبر 2019 | 24    | هونولولو             | أفضل 10                                   | سابقا ملكة جمال مراهقات هاواي الولايات المتحدة الأمريكية 2013 |
| أيداهو             | كيم لين            | 27 أكتوبر 2019 | 25    | نامبا                | الوصيفة الأولى                            | سابقا ملكة جمال مراهقات أيداهو الولايات المتحدة الأمريكية 2012 |
| إلينوي             | أوليفيا بورا       | 02 سبتمبر 2019 | 21    | دير بارك             | أفضل 10                                   | سابقا ملكة جمال مراهقات إلينوي الولايات المتحدة الأمريكية 2016 |
| إنديانا            | الكسيس ليت         | 24 نوفمبر 2019 | 23    | نيو ألباني           | الوصيفة الثالثة                           | |
| أيوا               | مورغان كوفويد      | 06 أكتوبر 2019 | 22    | ليون                 |                                           | سابقًا ملكة جمال مراهقات أيوا الولايات المتحدة الأمريكية 2013 |
| كانساس             | هايدن براكس        | 19 يناير 2020  | 20    | كانساس سيتي          |                                           | |
| كنتاكي             | ليكسي إيليس        | 01 فبراير 2020 | 23    |                      |                                           | |
| لويزيانا           | ماريا كلايتون      | 19 أكتوبر 2019 | 23    | زاكاري               | أفضل 16                                   | |
| مين                | جوليا فان شتاينبرج | 10 نوفمبر 2019 | 21    | أولد تاون            |                                           | |
| ماريلاند           | تايلر روبنسون      | 10 نوفمبر 2019 | 27    | أنابولس              |                                           | |
| ماساتشوستس         | سابرينا فيكتور     | 12 يناير 2020  | 23    | بروكتون              |                                           | |
| ميشيغان            | شانيل جونسون       | 21 سبتمبر 2019 | 24    | ساوثفيلد             |                                           | |
| مينيسوتا           | تايلور فوندي       | 01 ديسمبر 2019 | 22    | هام ليك              |                                           | |
| ميسيسيبي           | آسيا برانش         | 26 أكتوبر 2019 | 21    | بونفيل               | ملكة جمال الولايات المتحدة الأمريكية 2020 | أول ملكة جمال ميسيسيبي الولايات المتحدة الأمريكية من أصل أفريقية سابقًا حاملة لقب ملكة جمال ميسيسيبي 2018.                                                                           |
| ميزوري             | ميغين كيلي         | 27 أكتوبر 2019 | 23    | سيمور، ميزوري        | أفضل 16                                   | |
| مونتانا            | ميريسا أندروود     | 15 سبتمبر 2019 | 27    | بوزيمان              |                                           | |
| نبراسكا            | ميغان سوانسون      | 12 يناير 2020  | 26    | أوماها               |                                           | سابقاً ملكة جمال نبراسكا 2014 |
| نيفادا             | فيكتوريا أولونا    | 05 يناير 2020  | 26    | بارادايس             | أفضل 16                                   | |
| نيو هامبشير        | أليسا فرنانديز     | 08 ديسمبر 2019 | 25    | ميريماك              |                                           | |
| نيو جيرسي          | جينا ميليش         | 24 نوفمبر 2019 | 21    | أوشنبورت ، نيو جيرسي | أفضل 10                                   | |
| نيو مكسيكو         | سيسيليا رودريغيز   | 26 يناير 2020  | 27    |                      |                                           | |
| نيويورك            | أندريا غيبو        | 19 يناير 2020  | 24    | نيويورك              | أفضل 10                                   | سابقا ملكة جمال الأرض الولايات المتحدة 2017 |
| كارولاينا الشمالية | جين أكسهوج         | 09 نوفمبر 2019 | 21    | واكساو               |                                           | سابقاً ملكة جمال مراهقات كارولاينا الشمالية 2016 |
| داكوتا الشمالية    | ميسي كريستيانسون   | 21 سبتمبر 2019 | 23    | مينوت                |                                           | سابقاً ملكة جمال داكوتا الشمالية 2016 |
| أوهايو             | ستيفاني ميراندا    | 09 نوفمبر 2019 | 26    | كامبل                | أفضل 16                                   | |
| أوكلاهوما          | ماريا ديفيس        | 22 ديسمبر 2019 | 26    | مور                  | الوصيفة الثانية                           | |
| أوريغون            | كاترينا فيليغاس    | 12 يناير 2020  | 26    | هيلسبورو             |                                           | |
| بنسيلفانيا         | فيكتوريا بيكوت     | 03 نوفمبر 2019 | 23    | إيروين               |                                           | |
| رود آيلاند         | جونيت نيتشيل       | 06 أكتوبر 2019 | 25    | بروفيدنس             |                                           | |
| كارولاينا الجنوبية | هانا جين كاري      | 23 نوفمبر 2019 | 20    | غرير                 |                                           | |
| داكوتا الجنوبية    | كلاني غورجنسن      | 22 سبتمبر 2019 | 25    | سو فولز              |                                           | سابقاً ملكة جمال جنوب مراهقات داكوتا الولايات المتحدة الأمريكية 2012 |
| تينيسي             | جستيس إنلو         | 12 أكتوبر 2019 | 25    | ناشفيل               |                                           | |
| تكساس              | تايلور كيسلر       | 01 سبتمبر 2019 | 23    | هيوستن               |                                           | |
| يوتا               | راشيل سلاوسون      | 18 يناير 2020  | 25    | بارك سيتي            |                                           | |
| فيرمونت            | شانا ويلر          | 10 نوفمبر 2019 | 23    | ميدلبوري             |                                           | |
| فرجينيا            | سوزي ايفانز        | 19 يناير 2020  | 26    | بوكيوسون             |                                           | سابقا ملكة جمال مراهقات فرجينيا الولايات المتحدة الأمريكية 2011 |
| واشنطن             | ايماني بلاكمون     | 03 نوفمبر 2019 | 24    | تاكوما               |                                           | سابقا ملكة جمال مراهقات واشنطن الولايات المتحدة الأمريكية 2013 |
| فيرجينيا الغربية   | شارلوت بيلوت       | 27 أكتوبر 2019 | 25    | تشارلز تاون          |                                           | |
| ويسكونسن           | غابرييلا داي       | 08 سبتمبر 2019 | 27    | ماديسون              |                                           | |
| وايومنغ            | ليكسي ريفيلي       | 23 أكتوبر 2020 | 26    | ليمان                |                                           | في الأصل كانت الوصيفة الأولى ، لكنها حصلت على اللقب بعد أن استقالت الفائزة كاتي بوزنر من اللقب قبل ثلاثة أسابيع من ملكة جمال الولايات المتحدة الأمريكية بسبب التزاماتها الأكاديمية. |

## روابط خارجية
- موقع ملكة جمال الولايات المتحدة الأمريكية الرسمي